# Stylocordyla australis
Stylocordyla australis är en svampdjursart som beskrevs av Patricia R. Bergquist 1972. Stylocordyla australis ingår i släktet Stylocordyla och familjen Stylocordylidae.
Artens utbredningsområde är havet kring Nya Zeeland. Inga underarter finns listade i Catalogue of Life.